# Un blanco fácil
Un blanco fácil (título original: La Syndicaliste) es una película de drama y suspenso franco-alemana dirigida por Jean-Paul Salomé y estrenada en 2022.
La película es una adaptación del libro de 2019 del mismo nombre escrito por Caroline Michel-Aguirre, periodista de investigación de L'Obs. El libro narró la historia de Maureen Kearney, una sindicalista irlandesa que trabajaba en la empresa de energía nuclear Areva. Kearney se convirtió en una denunciante cuando reveló un acuerdo secreto entre la empresa estatal Electricité de Francia y una compañía eléctrica china, que Kearney temía transfiriese tecnología nuclear sensible de Areva a China que además amenazaría miles de empleos en Francia. Después de sus revelaciones, Kearney fue objeto de amenazas anónimas que culminaron en un ataque violento en su casa en 2012.
La película está protagonizada por Isabelle Huppert como Kearney. Su estreno mundial tuvo lugar en el 79.º Festival Internacional de Cine de Venecia el 2 de septiembre de 2022.

## Reparto
- Isabelle Huppert como Maureen Kearney
- Grégory Gadebois como Gilles Hugo
- François-Xavier Demaison como Jean-Pierre Bachmann
- Pierre Deladonchamps como Chef Brémont
- Alexandra Maria Lara como Julie
- Gilles Cohen como Hervé Temime
- Marina Foïs como Anne Lauvergeon
- Yvan Attal como Luc Oursel
- Christophe Paou como Arnaud Montebourg
- Aloïse Sauvage como Chambard
- Mara Taquin como Fiona
- Christian Hecq como Tirésias
- Bernard Gabay como Henri Proglio
- Andréa Bescond como el presidente del tribunal
- Geno Lechner como Véronique
- Antoine Basler como Gendarme

## Producción

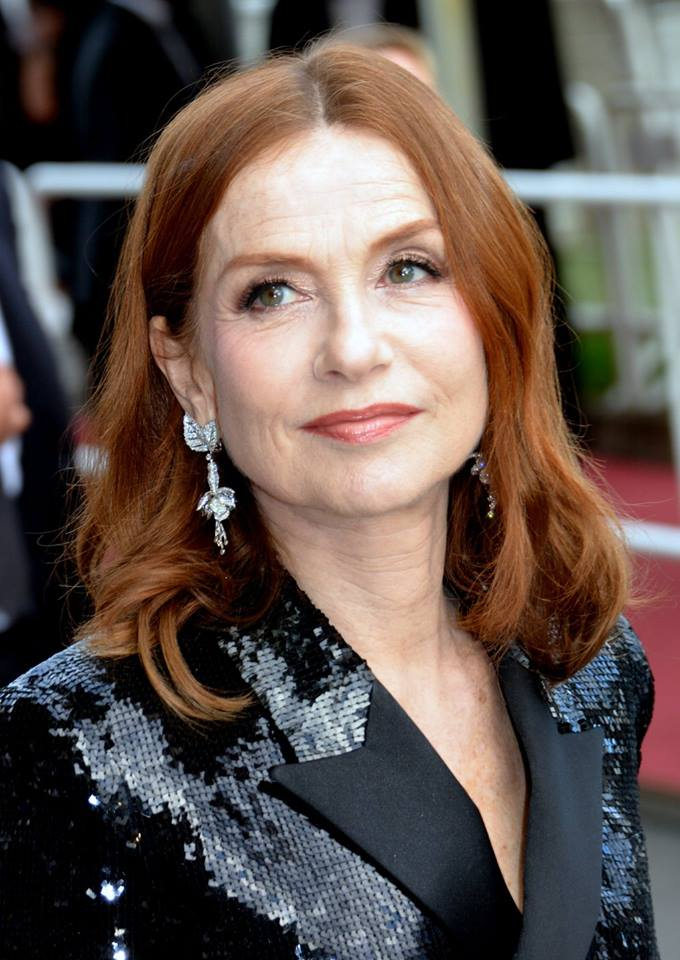
Isabelle Huppert en el festival de Cannes de 2018

La película es una producción de Le Bureau en coproducción con France 2 Cinéma, Restons Groupés Productions, Les Films du Camélia y la alemana Heimatfilm. Se rodó durante 40 días en 2022. El rodaje tuvo lugar en París, en Île-de-France, en la frontera suiza y en Alemania.

## Recepción

### Crítica
Fabrice Leclerc de Paris Match escribió: «Este apasionante thriller, un estudio moral sobre los misteriosos hilos del poder, ofrece una exitosa y nunca torpe acusación a las élites». Le Figaro escribió: «Salomé no inventa nada nuevo. Pero describe con gran delicadeza la lucha de una mujer por recuperar su dignidad y su honor».